# Sergio Gontán Gallardo
Sergio Gontán Gallardo (Madrid, 27 december 1991) - alias Keko - is een gewezen Spaans betaald voetbal die doorgaans als vleugelspeler uitkomt.

## Clubvoetbal
Keko begon met voetballen bij Pozuelo. Op negenjarige leeftijd kwam hij bij de jeugdopleiding van Atlético Madrid, waar de middenvelder begon in de Alevíns. In het seizoen 2008/09 kwam hij bij het tweede elftal van de club, Atlético Madrid B. Keko maakte op 30 december 2008 zijn officiële debuut in het eerste elftal in een bekerwedstrijd tegen Orihuela CF. Met zijn zestien jaar en tien maanden werd hij de jongste debutant ooit van Atlético Madrid in een officiële wedstrijd.
Op 12 september 2009 debuteerde Keko in de Primera División, tegen Racing Santander. Na 63 minuten kwam hij als vervanger van Florent Sinama-Pongolle in het veld. In de terugronde van 2009/10 werd hij verhuurd aan reeksgenoot Real Valladolid, dat zich niet kon handhaven.
Om hem meer speeltijd te geven werd hij tijdens het seizoen 2010/11 uitgeleend aan FC Cartagena, op dat moment actief op het tweede niveau van het Spaanse voetbal. In de heenronde speelde hij veertien keer waarvan zevenmaal als basisspeler. Aan het einde van deze heenronde kwam hij in onmin met de trainer. In januari 2011 werd zijn contract in overleg ontbonden. Zo kon hij voor de terugronde verhuizen naar reeksgenoot FC Girona, waarvoor hij echter niet meer spelgerechtigd was.
Na dit seizoen liepen de besprekingen voor een contractverlenging bij de Madrileense ploeg zeer moeilijk. Daarom zocht de speler andere horizonnen op en tekende hij een driejarig contract bij Catania. Zo kwam hij vanaf seizoen 2011/12 terecht in de Serie A. Aangezien hij geen kans kreeg, werd hij in januari verhuurd aan US Grosseto FC, een ploeg uit de Serie B. Na het einde van het seizoen keerde hij terug naar Catania en werd hij weer opgenomen in de selectie. Hij kon opnieuw geen basisplaats afdwingen.
Voor het seizoen 2014/15 tekende hij voor het naar Segunda División A teruggekeerde Albacete Balompié. Met zes doelpunten in 33 wedstrijden was hij een van de basisspelers die behoud bewerkstelligden. In 2015 tekende hij een tweejarig contract voor een ploeg uit de Primera División, SD Eibar. Keko speelde 29 wedstrijden, waarna zijn contract werd ontbonden. Het daaropvolgende seizoen 2016/17 zou hij onderdak vinden bij reeksgenoot Málaga CF.
Vanaf seizoen 2018/19 zou hij overstappen naar een van de nieuwkomers in de reeks, Real Valladolid.  Met een zestiende plaats kon de ploeg zijn plaats behouden.  Ondanks een lopend contract zou hij niet blijven bij de ploeg uit Valladolid.
Daarentegen keerde hij vanaf seizoen 2019-2020 terug naar Málaga CF, dat ondertussen gedegradeerd was naar Segunda División A.  De ploeg had een moeilijk seizoen en tijdens de winterstop zou hij verhuizen naar concurrent Deportivo La Coruña, dat ook in moeilijkheden bevond.  Zijn eerste ploeg van het seizoen zou zich redden met een veertiende plaats, maar zijn nieuwe werkgever kon het behoud niet bewerkstelligen na een negentiende plaats in de eindstand.  Hij besloot echter tijdens het seizoen 2020-2021 om de traditierijke ploeg te volgen op het niveau van de Segunda División B.  De ploeg kon zich na de eerste ronde echter niet plaatsen voor de promotiereeks en behaalde uiteindelijk de Primera División RFEF, oftewel het nieuwe derde niveau van het Spaans voetbal.

## Interlandcarrière
In mei 2008 behoorde Keko tot de Spaanse selectie die het EK 2008 –17 won. Hij scoorde tegen Ierland in de groepsfase. In de finale tegen Frankrijk maakte Keko een doelpunt en gaf hij twee assists.

## Erelijst
| Europees kampioen –17 | 1x | 2008 |